# Mechanics Bay (Antarktika)
Die Mechanics Bay ist eine tiefe Bucht am Westrand des Amery-Schelfeises vor der Lars-Christensen-Küste des ostantarktischen Mac-Robertson-Lands.
Luftaufnahmen entstanden 1956 im Zuge der Australian National Antarctic Research Expeditions (ANARE). Eine ANARE-Mannschaft unter der Leitung des Geodäten David Robert „Dave“ Carstens (* 1934) erkundete sie 1962 bei einer Fahrt mit einem Sno-Cat-Kettenfahrzeug. Das Antarctic Names Committee of Australia benannte sie die Bucht in Erinnerung an dieses Ereignis.